# Кени Стайлс
Кени Стайлс (англ. Keni Styles, р. 27 мая 1981 года, Лампхун, Таиланд) — бывший британский порноактёр тайского происхождения, лауреат премии XBIZ Award и ряда других.

## Ранняя жизнь
Стайлс родился у матери-одиночки, которая была секс-работницей в Таиланде. Когда она вышла замуж за британца, семья переехала в Великобританию. После развода мать вернулась в Таиланд, оставив Кени в детском доме, где он жил до 16 лет. Прожив несколько лет в реабилитационном центре, он начал заниматься боксом и присоединился к Британской армии. За семь лет активной службы побывал в Северной Ирландии, Боснии, дважды в Косово и дважды в Ираке. После ухода из армии дебютировал в порнобизнесе, основав компанию под названием Superman Stamina.

## Карьера
Стайлс снимался в фильмах для взрослых с августа 2006 года до 2015 года. Сначала он нашёл постоянную работу в Восточной Европе, переехав жить в Прагу и Будапешт, а в январе 2010 года переехал в Лос-Анджелес. Некоторыми он считается первой гетеросексуальной азиатской порнозвездой мужского пола в американском порно. В июле 2015 года Стайлс объявил об уходе из порноиндустрии в своём блоге KeniCamz.

## Награды
| Год  | Церемония            | Номинация                  | Результат |
| ---- | -------------------- | -------------------------- | --------- |
| 2006 | UK Adult Film Awards | Лучший мужчина-новичок     | Победа    |
| 2007 | UK Adult Film Awards | Лучший актёр второго плана | Победа    |
| 2008 | Erotic Awards        | Лучший порно-исполнитель   | Победа    |
| 2011 | XBIZ Award           | Лучший исполнитель года    | Победа    |